# Direct Rail Services
Direct Rail Services (DRS) est une entreprise ferroviaire britannique spécialisée dans le transport de fret et plus spécialement de déchets nucléaires, créée par la société British Nuclear Fuels Limited. La société a démarré l'exploitation ferroviaire en 1995 à l'aide de locomotives Diesel de la Classe 20/3 lourdement rénovées. Depuis lors, elle a connu une grande expansion, et a acquis de nombreuses locomotives, la plupart d'occasion et modernisées en conséquence.
La propriété de DRS a été transférée de BNFL à l'Autorité britannique de démantèlement nucléaire à la création de celle-ci le 1er avril 2005, intervenue dans le cadre de la loi sur l'énergie de 2004 (Energy Act 2004). DRS reste l'unique entreprise ferroviaire de fret encore dans le domaine public au Royaume-Uni.

## Caractéristiques

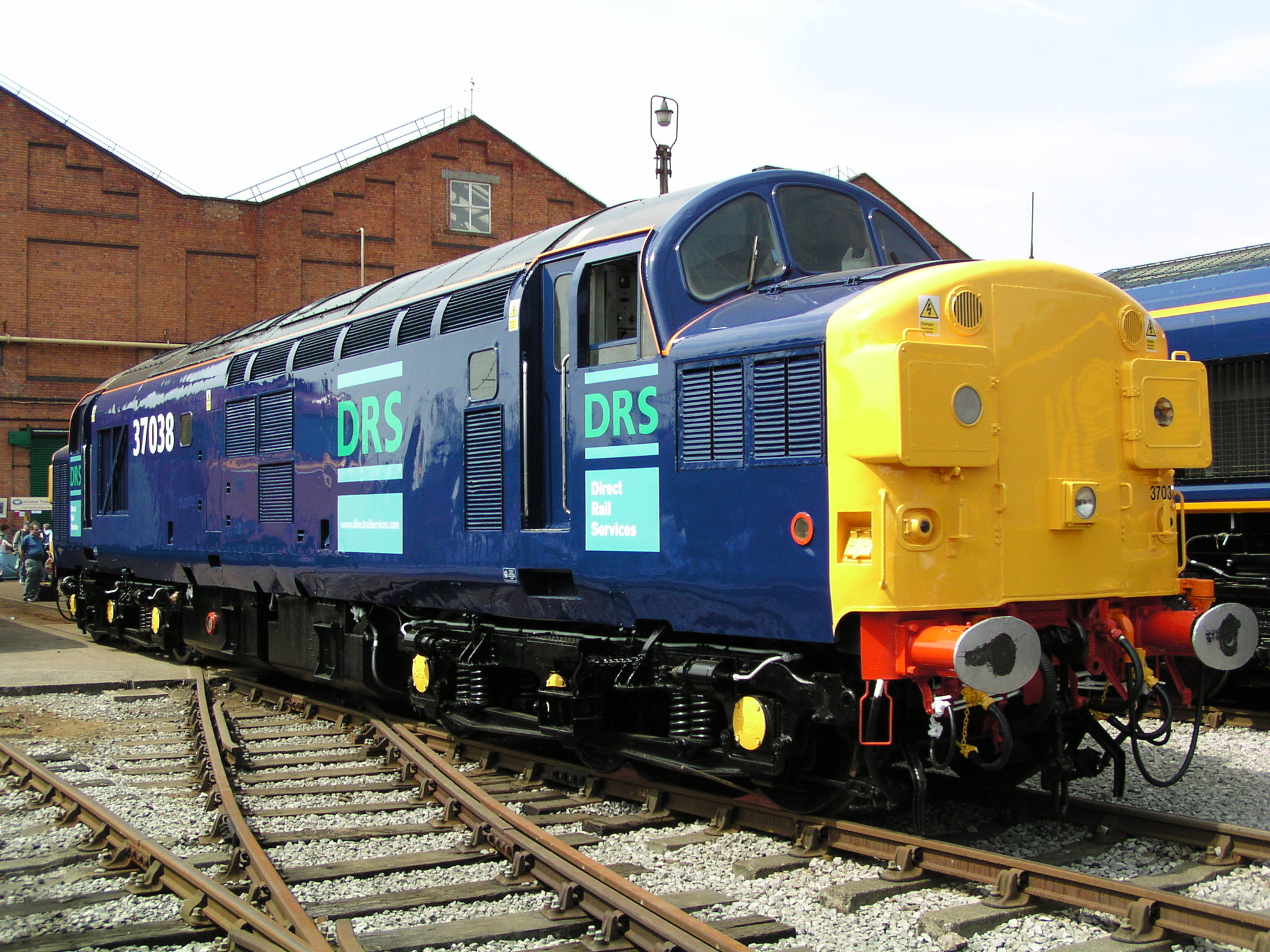
Classe 37

DRS exploite désormais la totalité des trains transportant les « châteaux » nucléaires dans le pays, qui étaient auparavant tractés par EWS. L'entreprise a récemment commencé à se diversifier dans le transport intermodal entre  Coatbridge et le terminal fret international de Daventry à l'aide de locomotives Classe 66 nouvellement acquises.
Son parc de locomotive est basé au dépôt de Kingmoor à Carlisle, dépôt rouvert en 2000. Elle dispose aussi de facilités au dépôt de Sellafield dans la région de Cumbria, et celui de Crewe est utilisé comme point d'équilibre.

## Détail du parc de matériel moteur
| Classe    | Type       | Mise en service | Disp. des essieux | Nombre en service | Locomotives en service                                              | Locomotives radiées |
| --------- | ---------- | --------------- | ----------------- | ----------------- | ------------------------------------------------------------------- | ------------------- |
| Classe 20 | Diesel     | 1957            | Bo-Bo             | 15                | 20301-315                                                           | 20901-906           |
| Classe 33 | Diesel     | 1960            | Bo-Bo             | 0                 | -                                                                   | 33025/029/030/207   |
| Classe 37 | Diesel     | 1960            | Co-Co             | 22                | 37029/038/059/069/087/194/197/218/229/259/261 37510/515/602/605-612 | 37023/051 37688     |
| Classe 47 | Diesel     | 1962            | Co-Co             | 4                 | 47237/298/501/802                                                   | 47194/484           |
| Classe 66 | Diesel     | 2003            | Co-Co             | 10                | 66401-410                                                           | -                   |
| Classe 87 | Électrique | 1973            | Bo-Bo             | 0                 | -                                                                   | 87006/022/028/032   |